# Traité de Teschen
Le traité de Teschen est un traité de paix signé le 13 mai 1779 à Teschen dans la Silésie autrichienne entre le royaume de Prusse et la monarchie d'Autriche pour mettre fin à la guerre de Succession de Bavière, qui les opposait depuis la mort sans postérité de Maximilien III Joseph, électeur de Bavière, en 1777.

## Contexte
Avec le décès de l'électeur Maximilien III Joseph, le 30 décembre 1777, la lignée bavaroise de la maison de Wittelsbach s'éteint. Un certain nombre de dynasties européennes revendiquent le patrimoine, notamment les Habsbourg réclamant les domaines de l'ancien duché de Basse-Bavière et du Haut-Palatinat. L'héritier, Charles-Théodore, électeur palatin, était prêt à reconnaître ces exigences en échange de possessions en Autriche antérieure. Par conséquent, les troupes autrichiennes avancent en Bavière à partir du 3 janvier 1778.
Toutefois, la politique de Charles-Théodore s'est heurtée à l'opposition de la veuve de Maximilien III Joseph, Marie-Anne de Saxe, et de nombreux membres de la maison de Wittelsbach, notamment Charles II Auguste de Palatinat-Deux-Ponts, Marie-Anne de Palatinat-Soulzbach et de Marie-Antoinette de Bavière. Le 5 juillet 1778, le roi Frédéric II de Prusse est intervenu dans le conflit, envahissant la Bohême avec ses 80 000 soldats et déclenchant la guerre de Succession de Bavière dans laquelle Charles-Théodore lui-même s'est déclaré neutre. Cet affrontement militaire, également appelé la « guerre des Pommes de terre » (Kartoffelkrieg), ne voit pas se dérouler de bataille allant au-delà de quelques escarmouches mineures.

## Conclusion et dispositions

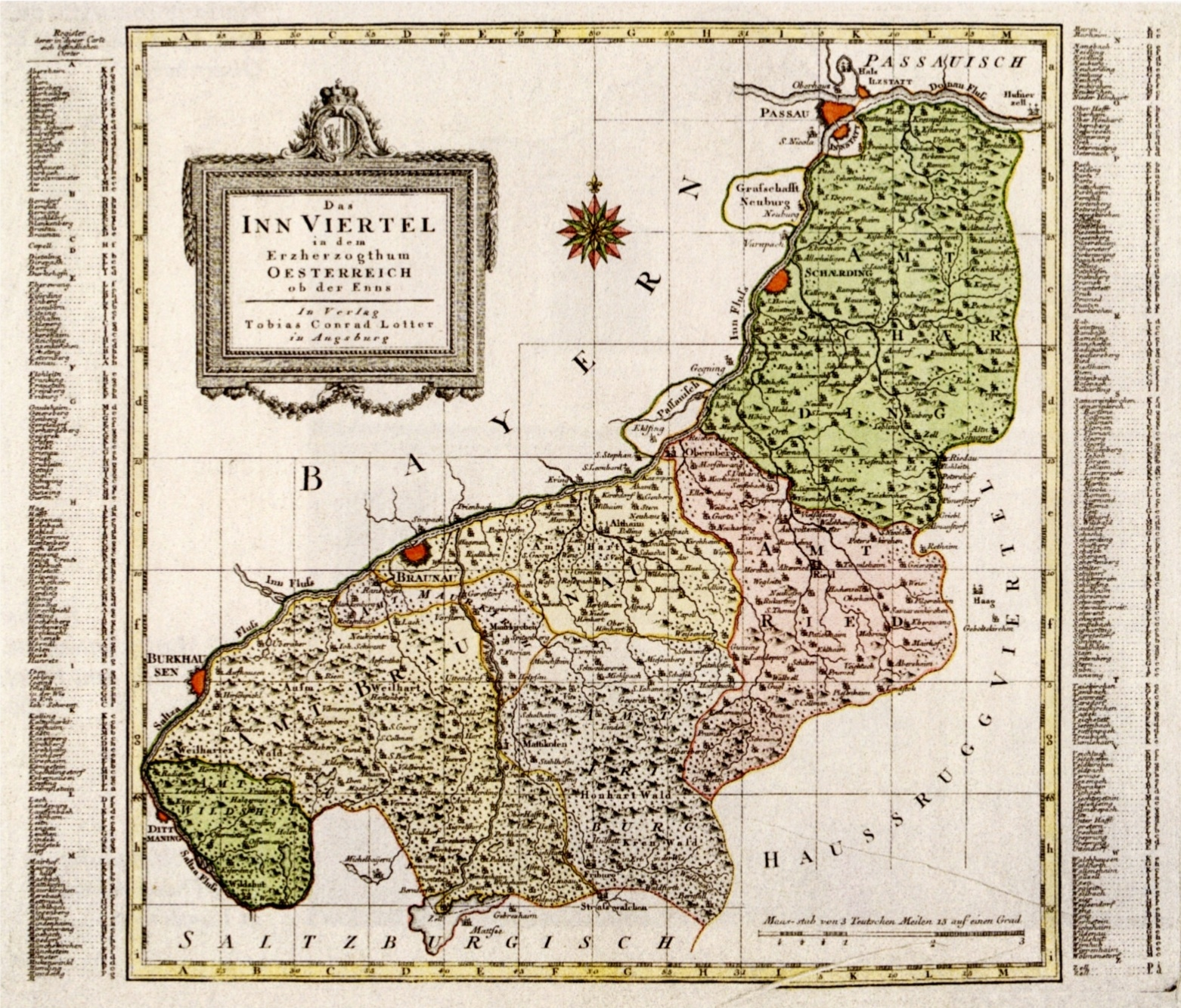
Carte de l'Innviertel, 1779.

A l'initiative de Catherine II de Russie, les belligérants ont entamé des négociations de paix. Le traité conclu à Teschen (Cieszyn) le 13 mai 1779, lors du 62e anniversaire de l'impératrice Marie-Thérèse, était garanti par l'empire russe et la France. Le Saint-Empire et l'empereur Joseph II ont ratifié l'accord le 29 février et le 8 mars 1780.
L'Autriche reçoit de la Bavière les terres sur la rive droite de l'Inn s'étendant au sud de Passau jusqu'aux limites de l'archevêché de Salzbourg. Cette région appelée désormais Innviertel, comprenant les districts de Schärding, Ried et Braunau, fait aujourd'hui partie du Land de Haute-Autriche. En contrepartie, les prétentions de la Prusse aux principautés franconiennes d'Ansbach et de Bayreuth ont été reconnues et l'électorat de Saxe a reçu une indemnité de 6 millions de florins. La dignité électorale du Palatinat du Rhin fut supprimée et réunie à celle de la Bavière, comme le prévoyait la paix de Westphalie de 1648 ; en même temps, l'Autriche a reconnu la succession légale au sein des branches de la maison de Wittelsbach.

## Table de Teschen

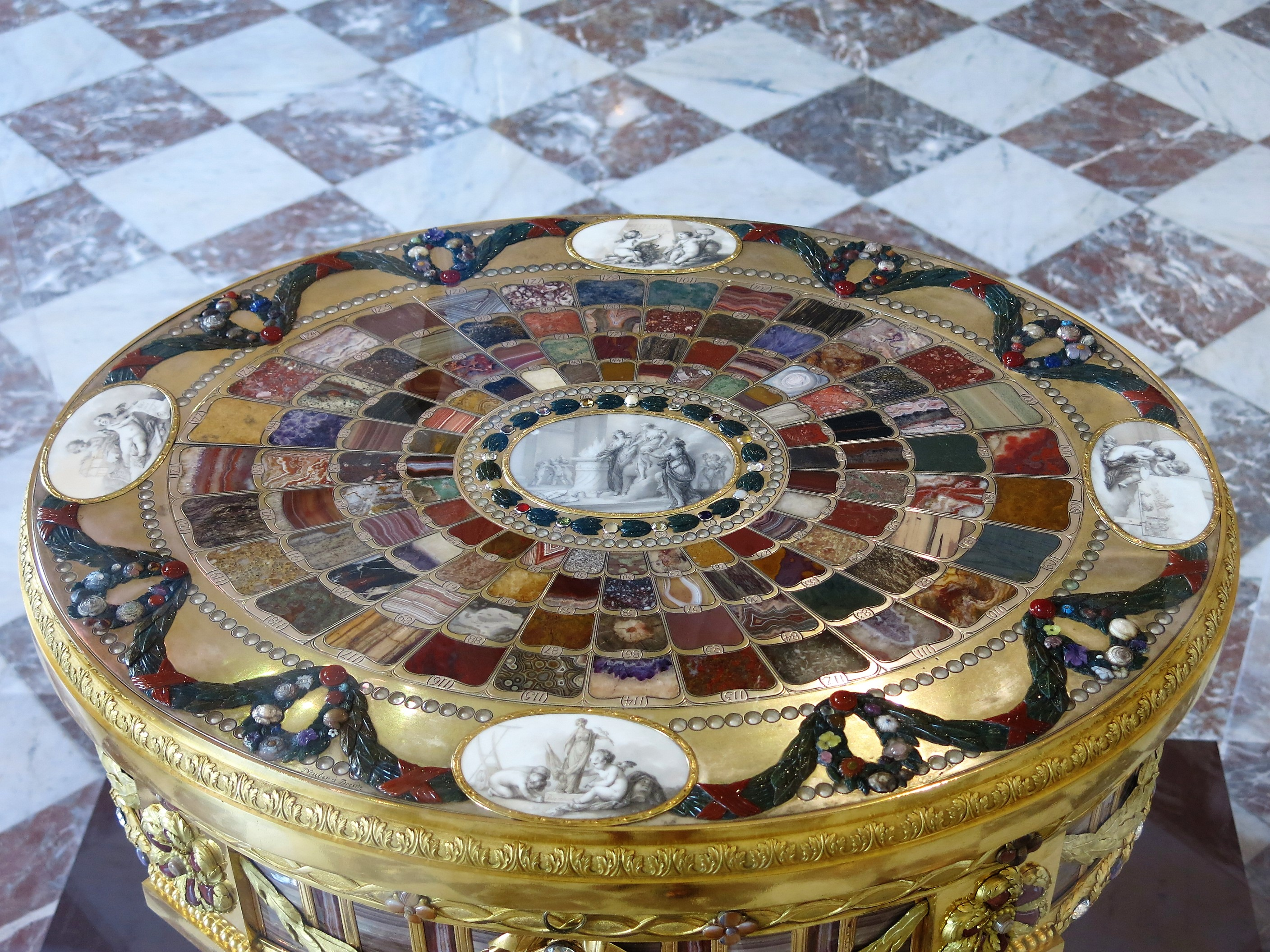
La table de Teschen au Louvre.

Vers 1780, le prince-électeur Frédéric-Auguste III de Saxe fit fabriquer la table de Teschen par Johann Christian Neuber et l'offrit au baron de Breteuil, envoyé de France, pour le remercier de son rôle important dans la conclusion du traité.